# Jill Townsend
Jill Townsend, född 25 januari 1945 i Santa Monica, Kalifornien, är en amerikansk skådespelerska och journalist.

## Roller i urval
- 1967–1968 – Cimarron Strip (TV-serie) (23 avsnitt)
- 1970 – Brottsplats: San Francisco (TV-serie) (1 avsnitt)
- 1975 – Alfie, älskling
- 1975 – The Sweeney (TV-serie) (1 avsnitt)
- 1975–1977 – Poldark (TV-serie) (27 avsnitt)
- 1976 – Den sju-procentiga lösningen
- 1977 – Månbas Alpha (TV-serie) (1 avsnitt)
- 1980 – Mumiens förbannelse